# Raymond Barbeau
Pour les articles homonymes, voir Barbeau.
Raymond Barbeau (Montréal, 27 juin 1930  - Montréal, 5 mars 1992) est un professeur, naturopathe, écrivain et militant pour l'indépendance du Québec.

## Éducation
- Études à l'Institut Alie[1] (Montréal), baccalauréat ès arts, 1952.
- Blackstone College of Law (Chicago), baccalauréat en droit, 1953.
- Sorbonne, doctorat ès lettres qu'il publiera en partie en 1957 (Un prophète luciférien. Léon Bloy, 1957), 1955.
- Lincoln College of Naturopathic Physicians and Surgeons (Indianapolis), doctorat en naturopathie, 1964.
- European College of Sciences of Man (Angleterre), doctorat en sciences (nutrition), 1967.
- Gouvernement de l'Ontario, licence de naturopathe, 1968.
- Institut polytechnique d'anthropologie de Bordeaux (France), doctorat en psychanalyse.

## Vie professionnelle
Il est professeur de langues à l'École des Hautes études commerciales de Montréal de 1959 à 1967. Il quitte l'enseignement pour la naturopathie, discipline qu'il pratique à Montréal de 1967 à 1992.

## Engagement politique
Le 25 janvier 1957, il fonde l'Alliance laurentienne, qui est la première organisation à prôner l'indépendance du Québec après Jules-Paul Tardivel et le groupe La Nation de Paul Bouchard, s'oppose à l'impérialisme anglo-saxon et propose la naissance d'une République de Laurentie. Marginale et trop à droite pour plusieurs indépendantistes, l'organisation est dissoute en 1963. Quelques-uns de ses membres se joignent au Rassemblement pour l'indépendance nationale qui, lui, reste neutre sur les questions religieuses, sociales et politiques jusqu'en 1964, lorsqu'il est transformé en parti politique par Pierre Bourgault.

## Œuvres
- Un prophète luciférien : Léon Bloy (essai), Aubier éditions Montaigne, coll. Les essais chez Montaigne, 1957.
- J'ai choisi l'indépendance, Montréal, Éditions de l'Homme, 1961.
- La libération économique du Québec, Montréal, Éditions de l'Homme, 1963.
- Oui au référendum : procès de la Confédération canadienne, Montréal, Fils du Québec, 1977.
- Le Québec bientôt unilingue ?, Montréal, Éditions de l'Homme, 1965.
- Le Québec est-il une colonie ?, Montréal, Éditions de l'Homme, 1962.
- Le Québec souverain : un pays normal, Montréal, Société-Saint-Jean-Baptiste de Montréal, 1978.

## Honneurs
- Médaille de l'Académie des lettres du Québec (1958)
- Prix international des Amitiés Latines, 1961
- Prix Hippocrate de médecine naturopathique internationale, 1970
- Comte de Stepha (Ordre impérial de Saint Grégoire d'Arménie, 1970)
- Baron de Saint Sabin (Maison royale et impériale de Serbie-Bosnie-Empire romain, 1972)
- Prix Claude-Bernard des sciences médicales, 1972
- Médaille d'or de l'Institut d'humanisme biologique de France, 1972
- Médaille scientifique de l'Ordre naturiste social, 1972
- Médaille Bene merenti de patria et patriote de l'année (Société Saint-Jean-Baptiste de Montréal, 1977, 1978)
- Prix international des sciences Dag Hammarskjöld (Académie diplomatique de la paix Pax Mundi, Belgique, 1983)